# Людина, економіка та держава
Людина, економіка та держава: трактат про принципи економіки (англ. Man, Economy, and State: A Treatise on Economic Principles) — книга про економіку Мюррея Ротбарда, вперше надрукована у 1962 році, є однією з найважливіших праць представників австрійської школи.
У першому виданні 1962 року останні вісім розділів були відсутні через політичні причини; їх було надруковано в книзі Power and Market (влада та ринок) в 1970 році. Видання 2004 року, Man, Economy & State with Power and Market (Людина, економіка та держава з владою та ринком; часто скорочують до абревіатури MESPM), укладене Інститутом імені Людвіга фон Мізеса містить обидва видання в одній книзі.
Книга присвячена обговоренню проблем та питань мікро- і макроекономіки. Ротбард робить спробу визначити закони економіки методом дедукції[джерело?] виходячи з набору аксіом та основних законів діяльності людини, тобто, праксеології.
Американський економіст Вальтер Блок назвав книгу «неймовірно ясною» (англ. excruciatingly brilliant) Венді Мак-Ілрой зазначає, що ця книга підштовхнула до перегляду прихильності від обмеженого уряду до індивідуалістичного анархізму.

## Зміст
1. Man, Economy, and State (Людина, Економіка, та Держава)
  1. Fundamentals of Human Action (Основи діяльності людини)
  2. Direct Exchange (Прямий обмін)
  3. The Pattern of Indirect Exchange (Схема непрямого обміну)
  4. Prices and Consumption (Ціни та споживання)
  5. Production: The Structure (Виробництво: Структура)
  6. Production: The Rate of Interest and Its Determination (Виробництво: Ставки та їх визначення)
  7. Production: General Pricing of the Factors (Виробництво: Загальна вартість факторів)
  8. Production: Entrepreneurship and Change (Виробництво: Підтприємництво та зміни)
  9. Production: Particular Factor Prices and Productive Incomes (Виробництво: Вартість окремих факторів та продуктивний дохід)
  10. Monopoly and Competition (Монополія та конкуренція)
  11. Money and Its Purchasing Power (Гроші та їх купівельна спроможність)
  12. The Economics of Violent Intervention in the Market (Економіка грубого втручання у ринок)
2. Power and Market (Влада та Ринок)
  1. Defense Services on the Free Market (Служби безпеки на вільному ринку)
  2. Fundamentals of Intervention (Основи втручання)
  3. Triangular Intervention (Трикутне втручання)
  4. Binary Intervention: Taxation (Бінарне втручання: Оподаткування)
  5. Binary Intervention: Government Expenditures (Бінарне втручання: Державні витрати)
  6. Antimarket Ethics: a Praxeological Critique (Антиринкова етика: Критика з точки зору праксеології)
  7. Conclusion: Economics and Public Policy (Висновки: Економіка та Публічна Політика)

## Огляд
В трактаті систематично представлено ідеї висловлені Людвігом фон Мізесом в книзі Людська діяльність: Трактат з економічної теорії. Також книга містить ряд ідей самого Ротбарда. Зокрема:
1. теорію виробництва;
2. послідовний аналіз податків та оподаткування, який показав що сплата податків перекладається на землю і працю, та неможливість «нейтральності» податків;
3. руйнування існуючих та створення нової теорії монополій, спростування ідеї «монопольної ціни»;
4. інтеграцію проблем соціалістичного економічного обчислення у виробництво, проблеми створені неповним соціалізмом;
5. визначення інфляції як будь-яке збільшення грошової маси понад наявні резерви золота або срібла;
6. нова теорія патентування та авторського права;

### Основи
Книга починається з розгляду основних понять економіки, визначення аксіом, на яких побудований весь подальший аналіз. Міркування та аналіз побудований на методі дедукції.
Ротбард розглядає економіку як один з можливих проявів діяльності людини (праксеології). Аналіз розпочинається з розгляду діяльності Робінзона Крузо на безлюдному острові, продовжується аналізом взаємин між Крузо та П'ятницею, дослідженням обміну товарами (каталактика).
В основі дослідження лежить аксіома діяльності людини (англ. human action axiom):
Всі люди діють тому, що існують і в силу своєї людської природи.
Безпосередньо з цієї аксіоми випливає, що лише окрема людина здатна діяти. Діяльність «групи», «колективу», «держави» є лише наслідком діяльності окремих індивідів.
Зважаючи на те, що діяльність та життя завжди обмежене в часі, люди намагаються швидшого досягнення поставлених цілей та віддають перевагу споживанню зараз споживанню потім - часова преференція (англ. time preference).

### Вільний ринок
Аналіз складніших взаємин проводиться на збалансованій ринковій економіці (англ. evenly rotating economy).

### Втручання у вільний ринок
Останні розділи книги (та всю частину «Влада та ринок») присвячено дослідженню силових втручань у вільний ринок, роль та наслідки державного регулювання економічних відносин.
Особа, або організація, що чинить втручання, називається агресором. Ротбард ділить втручання або примус на такі типи:
1. аутистичний — обмеження вільного розпорядження власністю, без наявності обміну.
2. бінарний — чиниться між особою та агресором (оподаткування, інфляція, державні видатки тощо).
3. трикутний — обмеження вільного обміну між двома особами (встановлення мінімальної/максимальної ціни, заборона продажу певних товарів, гарантія монопольних прав тощо).

В 12 розділі першої частини Ротбард перелічує різні податки та наслідки їх запровадження: подохідний податок, податок на продаж, промислові податки тощо. Суспільство поділене на платників податків та споживачів податків. Чим більше оподаткування, тим більше людей намагаються перейти з групи платників до групи споживачів податків. Це включає людей, котрі можуть менше працювати через отримання державних субсидій та державних службовців, найманих для перешкоджання продуктивної діяльності (чиновники). Оподактування зменшує стимули для виробників — податки на заробітні плати зменшують стимули для праці а податки на прибуток — стимул для інвестицій. Податки на продаж знижують попит на продукти, подібно до того, як підвищення ціни зменшує попит.
Аналіз інфляції в другій частині показує, що надмірне стимулювання економіки державою шляхом створення нових грошей призводить до спотворення ринків та виникнення економічних циклів. Описані принципи лежать в основі Австрійській теорії економічних циклів.
Ротбард визначає монополію як дозвіл або спеціальний привілей у певній галузі виробництва наданий державою окремому індивіду або групі. Участь в цій галузі виробництва заборонена для тих, хто не має такого дозволу або привілею. Відповідно до цього визначення, монополії не існують на вільному ринку, а виникають лише через державне регулювання та втручання в економіку.

## Видання

### Англійською
- Man, Economy & State with Power and Market (The Scholar's Edition). Ludwig von Mises Institute. Лютий 2004. 1,441 сторінок плюс оглядовий розділ. ISBN 0-945466-30-7.
- Auburn, Alabama: Ludwig von Mises Institute. 1993. Один том в м'якій обкладинці. 987 сторінок. ISBN 0-8402-1223-2.
- New York, NY: Institute for Humane Studies New York University Press. 1981. тверда обкладинка. ISBN 0-8147-5380-9. Також: ISBN 0-910884-27-7 м'яка обкладинка.
- Princeton, N.J.: D. Van Nostrand Company with the William Volker Fund. 1962. Два томи в твердій обкладинці.

### Японською
- Tokyo, Japan: Tuttle-Mori Agency, Inc. with the Ludwig von Mises Institute. 2001. М'яка обкладинка. ISBN 4-88359-052-6.